# Nexhmije Hoxha

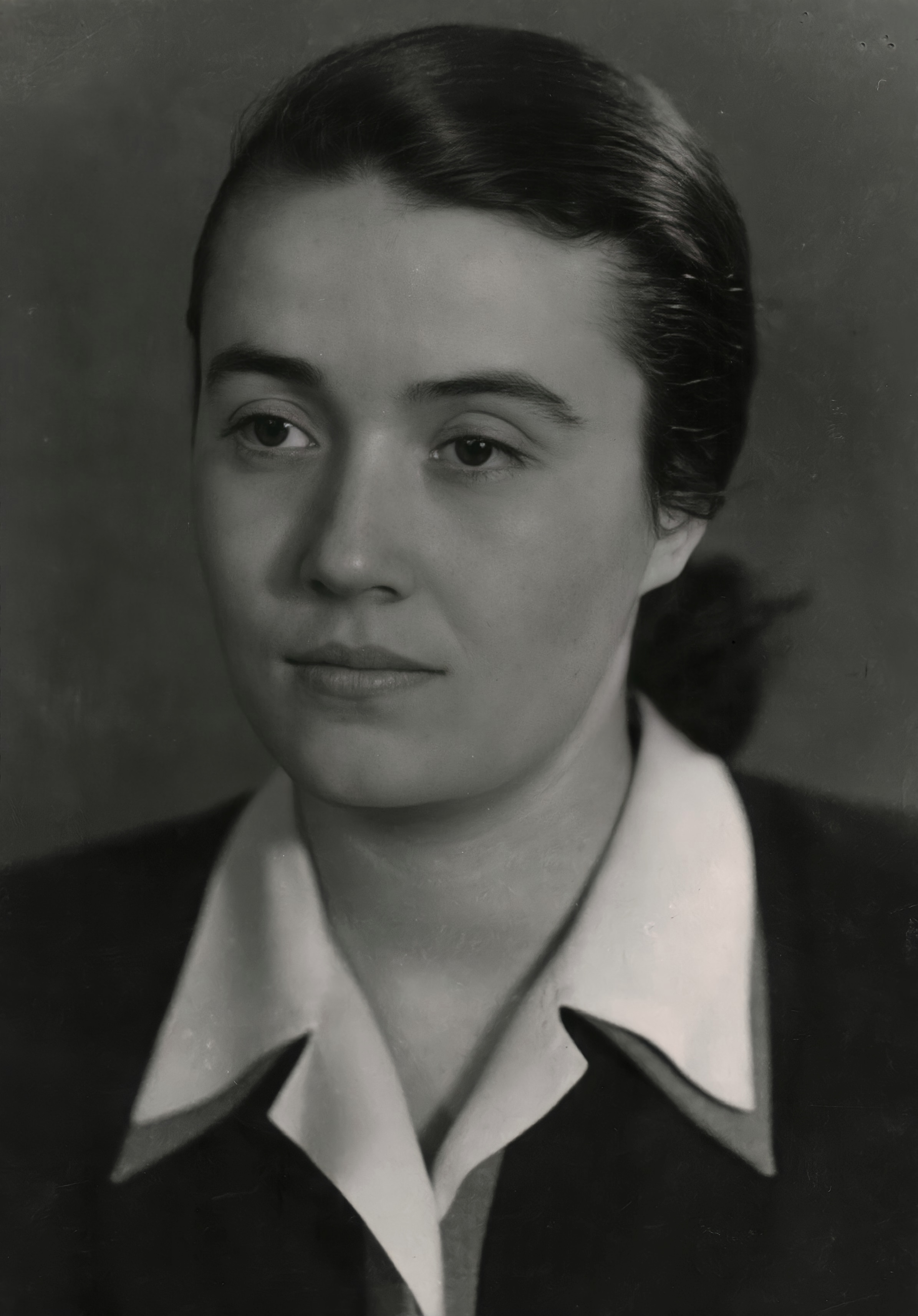
Porträt Nexhmije Hoxhas im Alter von 23 Jahren

Nexhmije Hoxha [nɛdʒˈmijɛ ˈhɔdʒa] (geborene Nexhmije Xhuglini; * 7. Februar 1921 in Bitola, Königreich Jugoslawien; † 26. Februar 2020 in Tirana) war eine albanische Politikerin und die Ehefrau von Enver Hoxha (1908–1985), dem diktatorisch regierenden Staatschef der Sozialistischen Volksrepublik Albanien.

## Leben
Sie wurde 1921 in Bitola geboren; ihre Eltern stammten aus Debar. Sie besuchte das Lehrerseminar in Tirana, das sie 1941 abschloss. In der Folge unterrichtete sie in Grundschulen und trat der Albanischen Kommunistischen Partei bei. 1941 wurde sie in deren Generalversammlung gewählt. Sie beteiligte sich heimlich an Untergrundaktivitäten der Partei. Deswegen verurteilte sie ein Gericht in Abwesenheit zu zwölf Jahren Gefängnis; sie wurde aber nie inhaftiert. Im Jahr 1944 verließ sie Tirana, um sich an den Partisanenkämpfen gegen die deutschen Besatzer zu beteiligen, war aber weiterhin politisch aktiv.
Im Januar 1945 heiratete sie den Führer der Kommunistischen Partei Albaniens, Enver Hoxha. Das Paar hatte zwei Söhne, Ilir und Sokol, sowie eine Tochter, Pranvera. Nexhmije übernahm zudem eine führende Rolle in landesweiten Frauenorganisationen. 1948 wurde sie für die Partei der Arbeit Albaniens, die frühere kommunistische Partei, in die Nationalversammlung gewählt. 1966 wurde Hoxha zur Direktorin des Instituts für Marxistisch-Leninistische Studien in Tirana berufen.
Die Regierungszeit der Hoxhas war geprägt von Menschenrechtsverletzungen und Verfolgungen Andersdenkender. Besonders betroffen waren Geistliche aller Religionen, da aufgrund der atheistischen Ausrichtung des Regimes jegliche Religionsausübung verboten war. Im Volksmund galt Nexhmije Hoxha als eigentliche Herrscherin Albaniens, da sie einen starken Einfluss auf die Entscheidungen ihres Mannes hatte.
Nach dem Tod von Enver Hoxha im Jahr 1985 versuchten Nexhmije Hoxha und andere Führer der Partei noch bis 1991, das Regime aufrechtzuerhalten. Im März 1991 gab es erste freie Wahlen in Albanien, die von der Partei der Arbeit gewonnen wurden. Im Dezember 1991 wurde Nexhmije Hoxha wegen Korruption inhaftiert und anschließend verurteilt. Dieses Urteil sorgte vor allem bei den Opfern der albanischen Diktatur für Kritik, da sie einzig für die Zahlung überhöhter Preise beim Import von Kaffee bestraft worden war. Nach fünfjähriger Haft wurde sie entlassen und lebte fortan in Tirana und starb dort am 26. Februar 2020 im Alter von 99 Jahren.